# Cheniménil
Cheniménil település Franciaországban, Vosges megyében. Lakosainak száma 1227 fő (2022. január 1.). Cheniménil Jarménil, Xamontarupt, Archettes, La Baffe, Charmois-devant-Bruyères és Docelles községekkel határos.

## Népesség
A település népességének változása:
| Lakosok száma | 1192 | 1192 | 1237 | 1219 | 1232 | 1236 | 1242 | 1245 | 1227 |
|               | 2013 | 2015 | 2016 | 2017 | 2018 | 2019 | 2020 | 2021 | 2022 |